# Konjički savez Herceg-Bosne
Konjički savez Herceg-Bosne je udruženje hrvatskih konjičkih društava u BiH. Jedan je od tri konjička saveza u BiH. Sjedište mu je u Mostaru. Predsjednik je Ile Krezo. Sjedište je u Mostaru, Bleiburških žrtava bb. Registrirano je 2012. godine.

## Vanjske poveznice
- Dnevnik.ba  Arhivirana inačica izvorne stranice od 15. studenoga 2018. (Wayback Machine) A.K. Konjički savez Herceg Bosne izbrao novi Upravni odbor, 2. ožujka 2017.